# ハイマン・G・リッコーヴァー (原子力潜水艦)
|          |                                            |
| 艦歴     |                                            |
| 発注     | 1973年12月10日                             |
| 起工     | 1981年7月24日                              |
| 進水     | 1983年8月27日                              |
| 就役     | 1984年7月21日                              |
| 退役     | 2007年3月1日                               |
| その後   | 原子力艦再利用プログラム                   |
| 性能諸元 |                                            |
| 排水量   | 満載：6,123 トン、 基準：5,748 トン        |
| 全長     | 110.3 m (362 ft)                           |
| 全幅     | 10 m (33 ft)                               |
| 喫水     | 9.7 m (32 ft)                              |
| 最大速   | 水上25 kt (46 km/h)、 水中30+ kt (56 km/h) |
| 潜行深度 | 290 m (950 ft)                             |
| 機関     | S6G reactor 1基                            |
| 乗員     | 士官12名、兵員98名                         |
| モットー | Committed To Excellence                    |
|          |                                            |

ハイマン・G・リッコーヴァー (USS Hyman G. Rickover, SSN-709) は、アメリカ海軍のロサンゼルス級原子力潜水艦の22番艦。艦名は原子力潜水艦の開発・配備を推進した「原子力海軍の父」ことハイマン・G・リッコーヴァー提督に因む。本艦はロサンゼルス級の中で唯一都市名が命名されなかった。

## 艦歴
ハイマン・G・リッコーヴァーの建造は1973年12月10日にコネチカット州グロトンのジェネラル・ダイナミクス・エレクトリック・ボート社に発注され、1981年7月24日に起工した。1983年8月27日にエレノア・アン・ベドノウィッツ・リッコーヴァー（リッコーヴァー提督夫人。彼女のファーストネームの綴りは様々に記述される。リッコーヴァー提督の墓石には Eleonore と刻まれる。）によって命名、進水し、1984年7月21日に艦長フレデリック・スプルイッテンバーグ大佐の指揮下就役した。就役後、艦内にはロナルド・W・ベルの8行詩「リッコーヴァー提督」が刻まれた記念銘板が飾られた。
アメリカ海軍では伝統的に、存命中の人物名を命名することは希であったが、最近ではその数が急増している。
- カール・ヴィンソン (USS Carl Vinson, CVN-70)
- ロナルド・レーガン (USS Ronald Reagan, CVN-76)
- ジョージ・H・W・ブッシュ (USS George H. W. Bush, CVN-77)
- アーレイ・バーク (USS Arleigh Burke, DDG-51)
- ニッツェ (USS Nitze, DDG-94)
- ジミー・カーター (USS Jimmy Carter, SSN-23)
- ハイマン・G・リッコーヴァー (USS Hyman G. Rickover, SSN-709)
- ボブ・ホープ (USNS Bob Hope, T-AKR-300)

竣工が近づいた1984年1月に最初の兵員配置を完了し、3月10日に最初の原子炉の臨界を達成した。艦は4月に停泊し、リブアイステーキ、ベークドポテト、軸付きトウモロコシが記念メニューとして乗員に提供された。乗員は4月23日に艦に乗り組んだ。
ハイマン・G・リッコーヴァーは1984年4月24日に任務を開始し、最初の海上公試は1984年5月16日に、海軍原子力推進委員会委員長のキナイアード・R・マッキー提督が乗艦の下始められた。公試はエレクトリック・ボートで建造された688型ロサンゼルス級の内の最短時間で完了した。マッキー提督は下艦の際、素晴らしい活動を行った乗組員達に対し讃辞を述べた。
ハイマン・G・リッコーヴァーは7月21日の12:08に、大西洋艦隊潜水艦部隊司令官バーナード・M・コーデアラー中将により正式に就役した。就役式典はコネチカット州グロトンのニューロンドン海軍潜水艦基地で大雨の中執り行われたが、チャールズ・E・ベネット下院議員の到着が遅れたため一時間遅れで行われた。
リッコーヴァーは2006年12月14日に不活性化作業が始められ、1年に及ぶ作業後、メイン州キタリーのポーツマス海軍造船所に輸送された。

### 歴代艦長
- フレデリック・スプルイッテンバーグ大佐 Captain Fredrik H. M. Spruitenburg
- ジェイ・M・コーエン少将 Rear Admiral Jay M. Cohen
- ブルース・S・レムキン大佐 Captain Bruce S. Lemkin
- ブレントン・C・グリーン大佐 Captain Brenton C. Greene
- ジョン・ジェイ・ドネリー中将 Vice Admiral John Jay Donnelly
- ジョセフ・A・ウォルシュ少将 Rear Admiral Joseph A. Walsh
- ロバート・E・シュエッツ大佐 Captain Robert E. Schuetz
- ピーター・H・ヤング大佐 Captain Peter H. Young
- ケネス・L・グレイ大佐 Captain Kenneth L. Gray
- ロバート・E・コスグリフ中佐 Commander Robert E. Cosgriff
- トロイ・E・モンク中佐 Commander Troy E. Mong